# Phelline billardieri
Phelline billardieri är en tvåhjärtbladig växtart som beskrevs av Panch. och Ludwig Eduard Loesener. Phelline billardieri ingår i släktet Phelline och familjen Phellinaceae. Inga underarter finns listade i Catalogue of Life.